# Gorillas (Computerspiel)
Gorillas (auch unter dem Quellcode-Dateinamen GORILLA.BAS bekannt) ist ein Computerspiel, das mit den MS-DOS-Versionen seit 5.0 ausgeliefert und im Jahr 1990 von Microsoft veröffentlicht wurde. Ein Jahr später veröffentlichte IBM Corporation es unter eigenem Namen. In dem Artillery-Spiel werfen zwei Gorillas über der Skyline einer Stadt explosive Bananen aufeinander. Zu Beginn können die Spieler die Gravitation des Planeten anpassen, sowie für jeden Wurf Winkel und die Geschwindigkeit die passend zur Skyline, Gravitation und der Windstärke gewählt werden müssen.
Das im QBasic-Quelltext verteilte Programm war neben REMLINE (einem Programm zum Entfernen von Zeilennummern aus alten BASIC-Programmen), NIBBLES (einem Snake-Spiel) und MONEY (einem sehr einfachen Finanzrechner) eine Demo der Programmiersprache QBasic. Der QBasic-Interpreter war seit der MS-DOS-Version 5.0 Teil der Betriebssysteminstallation und ersetzte das ältere GW-Basic.